# Luehea seemannii
Luehea seemannii är en malvaväxtart som beskrevs av Jules Émile Planchon och Triana. Luehea seemannii ingår i släktet Luehea och familjen malvaväxter. Inga underarter finns listade i Catalogue of Life.

## Bildgalleri

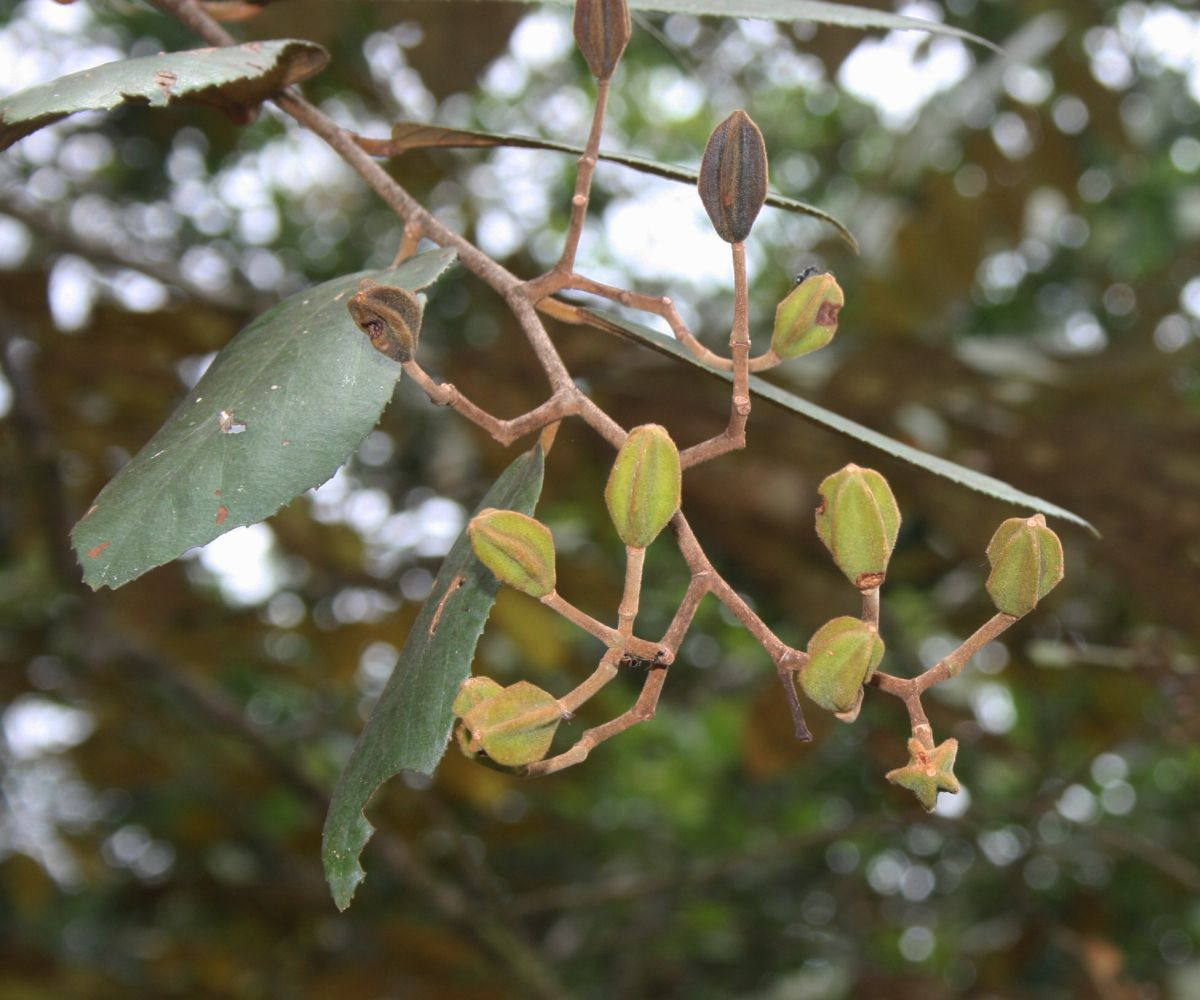
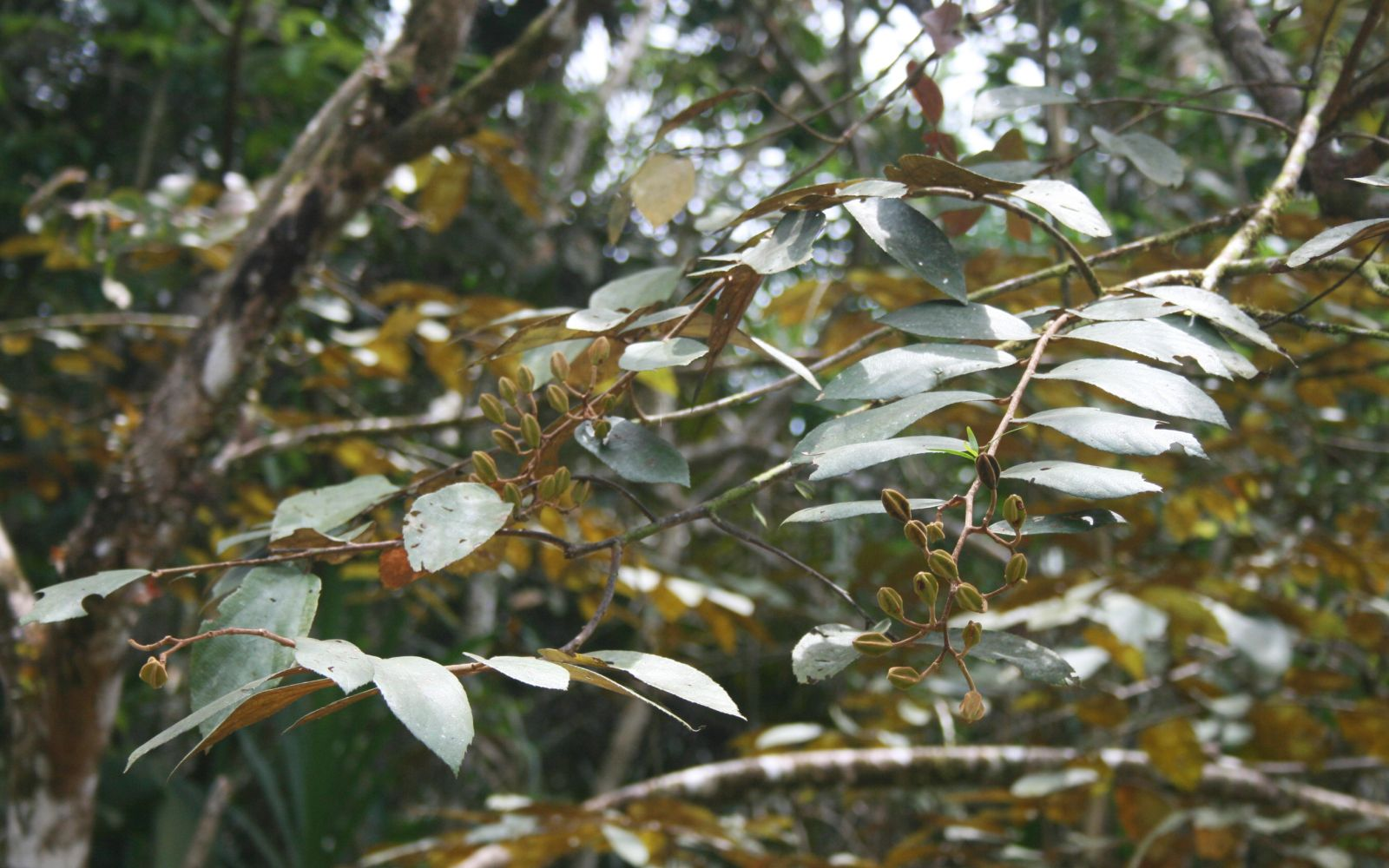